# Paule Sitcheping
Paule Sitcheping, née le 22 décembre 1988, est une judokate et une samboïste camerounaise.

## Carrière

### Judo
Évoluant dans la catégorie des moins de 57 kg, elle est médaillée de bronze aux championnats d'Afrique 2014 à Port-Louis et aux championnats d'Afrique 2015 au Libreville et médaillée d'argent aux championnats d'Afrique 2016 à Tunis.

### Sambo
Dans la catégorie des moins de 60 kg, elle est médaillée d'or aux Championnats d'Afrique de sambo 2016 à Niamey.
Dans la catégorie des moins de 64 kg, elle est médaillée d'or aux Championnats d'Afrique de sambo 2017 à Victoria ainsi qu'aux aux Championnats d'Afrique de sambo 2018 à Hammamet.